# Krönungsmantel von August dem Starken

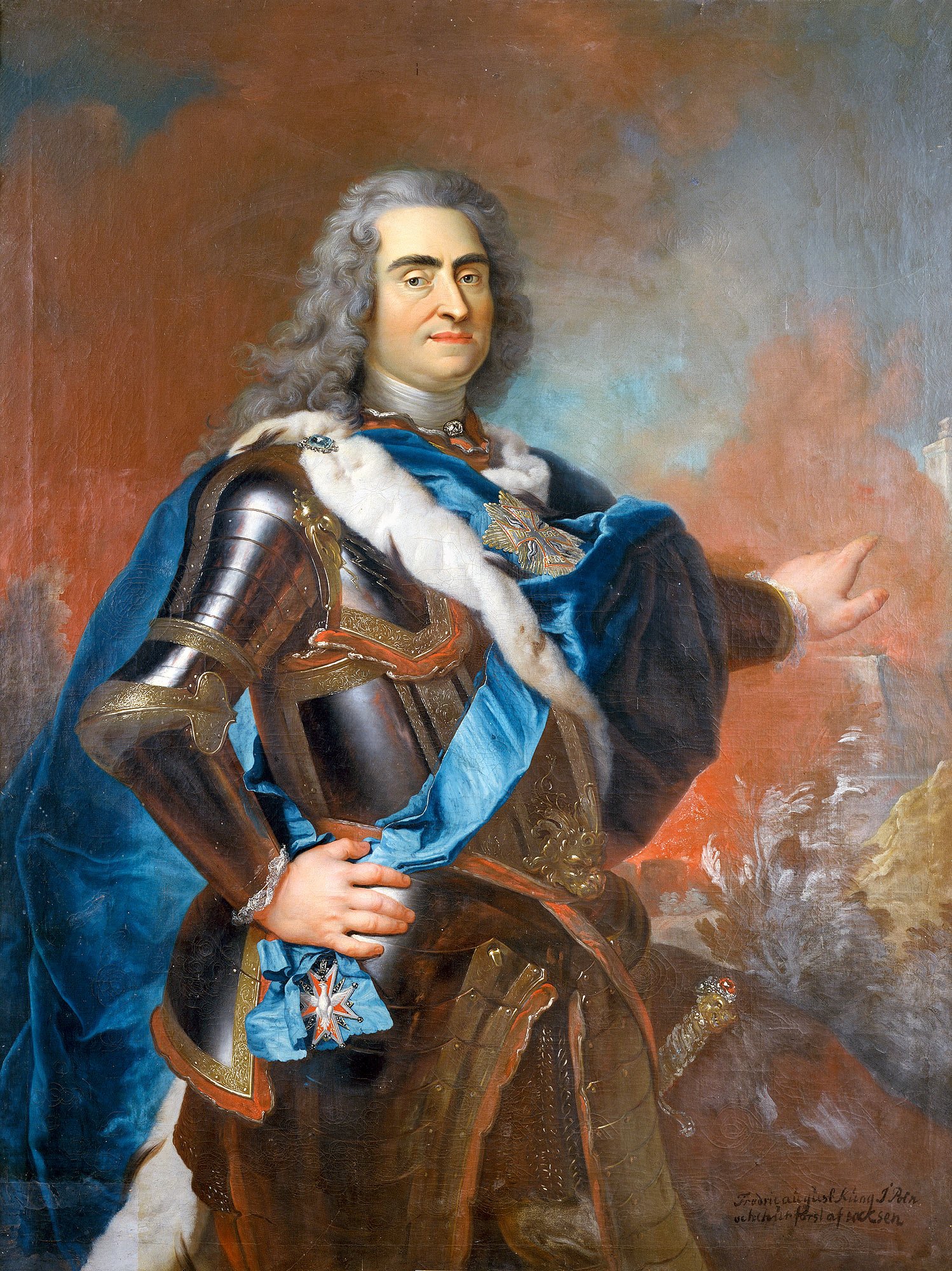
August der Starke, König von Polen im Krönungsmantel
(Louis de Silvestre (1675–1760), nach 1705)

Den Krönungsmantel von August dem Starken trug Kurfürst Friedrich August I. von Sachsen (1670–1733), als er sich im September 1697 in Krakau zum König August II. von Polen krönen ließ. August gilt als eine der schillerndsten Figuren höfischer Prachtentfaltung des ausgehenden 17. und beginnenden 18. Jahrhunderts und als ein Prototyp absolutistischer Selbstdarstellung. So ließ er zur Erinnerung an seine Krönung eine „königliche Statua“ errichten, eine Figurine auf der zeitgenössische Kopien der Krönungsinsignien und der Krönungsmantel ausgestellt wurden.
Eine Kopie des Mantels und der Büste mit dem Antlitz von August wird heute im Bilderkabinett des Residenzschlosses Dresden gezeigt. Der Originalmantel wurde restauriert und nach einer Sonderausstellung archiviert.

## Allgemein
Ein Krönungs-, Fürsten- oder Königsmantel ist ein traditionelles, repräsentatives, meist ärmelloses Kleidungsstück von Staatsoberhäuptern. Fast immer gehörte eine Ausschmückung mit Hermelinfell dazu. Man sagte dem Hermelin solche „Reinigkeit“ nach, dass es „lieber durch Feuer laufet als in etwas unreines“. Diese Vorstellungen haben wohl bewirkt, dass Hermelinfell jahrhundertelang nur für die Kleidung allerhöchster Würdenträger verwendet werden durfte, obwohl es viele weit kostbarere Pelzarten gab und gibt. Hermelin gilt allgemein als Pelz der Kaiser und Könige. In England proklamierte König Eduard III. etwa in der Mitte des 14. Jahrhunderts das Hermelin zum königlichen Pelz. Charakteristisch für den Pelz als Standeszeichen sind die aufgesetzten Hermelinschweife mit ihren schwarzen Schwanzspitzen („getupftes“ Hermelin). Als heraldisches Pelzwerk erscheint das stilisierte Hermelin zudem als Rangzeichen beziehungsweise Herrschaftssymbol in den Wappen vieler Fürstenhäuser.
Der Fürsten- oder Königsmantel aus Samt ist ein mit Hermelin verbrämter und meist auch hermelingefütterter Umhang, eine Form, die aus dem damals gebräuchlichen Mantel gehobener Stände hervorgegangen ist. Samt ist seit Ende des Mittelalters der bevorzugte Stoff für Prunkgewänder. Seit Mitte des 12. Jahrhunderts begünstigte die Mode für diese ärmellosen Mäntel Pelzfutter und -besatz, Hermelin wurde allmählich zum auserwählten Pelz fürstlicher Personen, ebenso für höchste klerikale Würdenträger. Im frühen 14. Jahrhundert kam der schulterbreite Pelzkragen hinzu; ebenfalls mit Hermelin besetzt, ist er künftig bezeichnend für den Fürstenmantel, insbesondere als die breite Kragenform im 15. Jahrhundert aus der allgemeinen Mode wieder verschwunden war.
August der Starke wurde oft im Ornat mit Samtmantel gemalt, ohne die Musterung oder ohne Fellkragen, aber immer mit einer Hermelinausfütterung.

## Krönung
Zur Erlangung der Würde eines polnischen Königs war August I., Kurfürst und Herzog von Sachsen, von der evangelisch-lutherischen Konfession zum Katholizismus gewechselt. Um den polnischen Adel zur Zustimmung zu bewegen, soll er 39 Millionen Reichstaler aufgewendet haben, zu einem erheblichen Teil durch Kredit finanziert, letztlich aufgebracht durch die Einwohner Sachsens. Des Herzogs Gemahlin Christiane Eberhardine hatte die polnische Königswürde ausgeschlagen und ihr evangelisches Glaubensbekenntnis behalten. Die Krönungszeremonie fand am 15. September 1697 in der Wawel-Kathedrale des Schlosses zu Krakau ohne seine Frau statt, die sich geweigert hatte mitzufahren.
Folgt man der späteren Ausstellung des Krönungsornats, so trug der angehende König außer dem pelzbesetzten Umhang rote Seidenstrümpfe, einen zweiteiligen Römischen Schurz (Waffenrock) und Schnürstiefel römischer Art. Auch andere Monarchen jener Zeit ließen sich in allegorischen Herrscherporträts als Zeichen ihres absoluten Herrschaftsanspruches gern in der Rolle römisch-antiker Kaiser darstellen. Die Schurze gehörten zu den ersten Bestandteilen der Krönungsfigurine Augusts der Starken, die dieser unmittelbar nach der Krönung in der Paillenkammer der Rüstkammer aufstellen ließ. Dazu kamen die Krönungsinsignien, die polnische Königskrone, das Zepter und der Reichsapfel. Außerdem war ein versilberter Säbel mit Adlerknauf und Steinbesatz dabei. Auf der späteren Figurine trug er unter dem Umhang einen blanken eisernen Brustkürass, mit dem er auch auf etlichen Gemälden abgebildet wurde. Dieser Kürass war ursprünglich geschwärzt und wurde von August dem Starken während seines Ungarnfeldzugs 1695/96 getragen. Für die Krönung wurde das geschwärzte Eisen blank poliert. Bis 1702 war der Kürass Teil der ausgestellten Krönungsfigurine. Im Zuge des Nordischen Krieges wurde er vor der Schlacht von Pinczow durch einen blanken Fußturnierharnisch ersetzt und nach Kraków geliefert.
Friedrich Augusts Ornat war so schwer geraten, dass er Mühe hatte, die Krönungszeremonie zu überstehen. Auf zeitgenössischen Gemälden ist das Königsmantel nicht nur pelzbesetzt, sondern wie wohl bei den meisten Krönungsgewändern anderer Herrscher mit Hermelin abgefüttert. Eine Bestätigung dafür fand sich bei der letzten Restaurierung nicht.

## Der Mantel
Seinen Krönungsornat hatte der angehende König von Polen selbst entworfen. Der ärmellose Krönungsmantel besteht aus schwerem dunkelblauen Samt. Er wurde zwischenzeitlich gekürzt und hat jetzt einen Durchmesser von 250 × 272 Zentimeter. Im Rapport ist er mit acht verschiedenen goldbroschierten Blumenmotiven verziert, eine Reliefstickerei von Andreas Scheider, Sachsen. Der vorderen Kante folgt eine schmale Hermelinverbrämung, die an der kurzen Schleppe endet. Um den Halsausschnitt liegt ein Schulterkragen aus weißem Kaninfell, ursprünglich aus Hermelin. Er weist an der Außenkante, ebenso wie der Hermelinbesatz am Mantel, die übliche Verzierung mit den schwarzspitzigen Hermelinschweifen auf. Der nicht mehr vorhandene untere Hermelin-Mantelabschluss war gerade, an der Oberseite gebogt. Von der ehemaligen Saumverzierung waren anhand von Nahtabdrücken noch 14 Bögen pro Seite nachweisbar, mit einer Tiefe von 8 Zentimeter und einer Höhe von 16 Zentimeter.

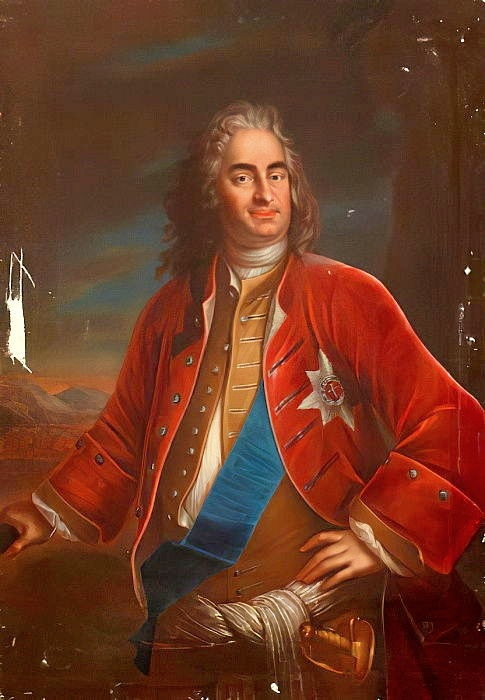
Bruststern des Elefantenordens am Oberrock Augusts des Starken

Auf der linken Seite des Mantels befindet sich in Brusthöhe der silberne Bruststern des dänischen Elefanten-Ordens. Das Futter ist ein silbernes, lampasähnliches Gewebe französischer Herkunft.
Bei einem Kostümfest im Februar 1730 erschien August der Starke als Kürschner, von Kopf bis Fuß in Hermelin gekleidet. Weder für dieses kuriose Kostüm noch für den Krönungsmantel aus Hermelin scheint der die Arbeit ausführende Kürschner oder Hofschneider in der Literatur genannt worden zu sein.

## Geschichte, Restaurierung
Der bereits zu Lebzeiten Augusts des Starken ausgestellte Mantel war anfangs in der Paillenkammer der Dresdner Rüstkammer aufgestellt. Die Rüstkammer wurde 1722 in die „Geheime Kriegskanzlei“ verlagert und verblieb dort bis 1832. Sie wurde später zusammen mit dem Mantel in die „Kriegskanzlei“ überführt. Um 1815 wurde der Mantel in einem Schrank des Provinz-Wappenzimmers aufbewahrt und wohl auch dort gezeigt, zusammen mit Zepter und Reichsapfel. Während des Zweiten Weltkriegs wurde der Mantel ausgelagert und blieb dadurch erhalten. Zu August des Großen 200. Todestag im Jahr 1933 wurde er auf der dazugehörenden Figurine ausgestellt.  Von 1959 bis 1988, als das Historische Museum wegen einer Rekonstruktion zeitweilig geschlossen wurde, waren Figurine und Krönungsmantel einschließlich des Eisenkürasses und den Insignien in einer ständigen Ausstellung zu sehen.
Anlässlich einer Sonderausstellung des Historischen Museums „Kurfürsten von Sachsen - Repräsentation in Bild und Rüstung“ vom 31. August 1991 bis 13. Februar 1992 im Dresdner Residenzschloss wurde die Textilrestaurierungswerkstadt am Stadtmuseum mit der Wiederaufarbeitung des Krönungsmantels beauftragt. Der Mantel hatte durch natürliche Alterung und die lange Ausstellung sehr gelitten, das intensive Licht hatte die Farbe ausbleichen lassen. Die silbernen Schussfäden des Futtergewebes lagen auf der Rückseite lose („flott“), der Pelz war grau und stumpf geworden und das Teil war allgemein verschmutzt.
Jetzt bestätigte sich die Vermutung, dass der Mantel zwischenzeitlich geändert worden war und nicht mehr dem ursprünglichen Aussehen entsprach. Im Vergleich zu anderen Krönungsmänteln war die Schleppe relativ kurz. Es ließ sich noch erkennen, dass der jetzt gerade Saumabschluss mit Hermelinbesatz ursprünglich einmal mit einer gebogten Verzierung abschloss. Der Schulterkragen war nicht mehr aus Hermelin, sondern war durch Kaninfell ersetzt worden. Anhand des bei der zwischenzeitlichen Änderung verwendeten merzerisierten Baumwollgarnes für die Kürschnernähte lässt sich feststellen, dass der jetzige Pelzbesatz erst nach 1844 angebracht wurde. Es wird angenommen, dass der Mantel vor seiner Ausstellung im neueröffneten Historischen Museum Dresden 1876 „überarbeitet“ wurde.
Vor Präsentation des Mantels anlässlich des 200. Todestags Augusts des Starken waren noch einmal einige kleine Ausbesserungen vorgenommen worden. Beispielsweise wurden Schadstellen im Futter mit Bobinet-Tüll abgedeckt, Risse im Samt wurden hinterklebt, Schadstellen gestopft und verschiedene Nähte nachgebessert. Der Schnallenverschluss wurde gegen einen einfachen Bindeverschluss ausgewechselt, blieb aber im Magazin erhalten und wurde später wieder rückgetauscht.
Für die damalige Sonderausstellung und die weitere Aufbewahrung war ein Gestell entwickelt worden, das die Gewichtsbelastung von den Schultern nimmt und auf den Mantel verteilt. Während der Ausstellung wurde der Mantel durch eine Glasvitrine geschützt und das Licht auf eine niedrige Beleuchtungsstärke reduziert.
Da bei dem 2008 begonnenen Projekt zur Restaurierung die originalen Nähte erhalten werden sollten, der desolate Samt aber nicht mehr gerollt werden durfte, wurden, um die Arbeit zu bewältigen, die Gewebebahnen des Mantels und des Futters geteilt. Die unschönen Stopf- und Klebestellen wurden entfernt. Der lose Schmutz wurde abgesaugt, die steif gewordene Broschierung und der Pelz vorsichtig mit Lösungsmitteln und Wattestäbchen abgetupft. Nur das Futter wurde nach dem Entfernen der Tüllabdeckung chemisch gereinigt. Die Silberlahnfäden und der Stern wurden nicht behandelt. Um den Mantel auf der Figurine zu entlasten, wurde der Mantel auf ein farblich angepasstes Baumwollgewebe geheftet.

### Kopie
Ende der 1990er Jahre beschloss die Regierung Sachsens, die im Zweiten Weltkrieg völlig zerstörten königlichen Paraderäume des Dresdner Residenzschlosses wieder aufzubauen. Etwa 300 Handwerksbetriebe aus ganz Europa beteiligten sich an der möglichst originalgetreuen Wiederherstellung der Stuckdecken, Deckengemälde, Tapisserien sowie der Textilien mit ihren Goldstickereien und Posamenten.
Für die Ausstellung des Krönungsmantels wurde eine möglichst originalgetreue Kopie des Krönungsmantels erstellt, da die Restauratoren wegen der starken Schädigung dringend von einer längeren Ausstellung des Originals abgeraten hatten.
Nach der Abgabe von Arbeitsproben wurde der Kürschnermeister Thomas Margenberg, Pelzhaus Hempel aus Meißen mit der Herstellung des Hermelinpelzes beauftragt. Die Arbeiten wurden von ihm, zusammen mit seinem Vater Peter Margenberg und Mitarbeitern, vom Herbst 2018 bis März 2019 in dessen Werkstatt in Riesa ausgeführt.
Zur Herstellung des Mantels wurden 177 Hermelinfelle russischer Provenienz und 16 Meter handgewebter Samt benötigt. Es galt, den Mantel so originalgetreu wie nur irgend möglich zu erstellen. „Wir haben sogar die Fehler von damals eingearbeitet, um dem Original so nah wie nur möglich zu kommen“, erklärte Margenberg.

Herstellung des Hermelinbesatzes
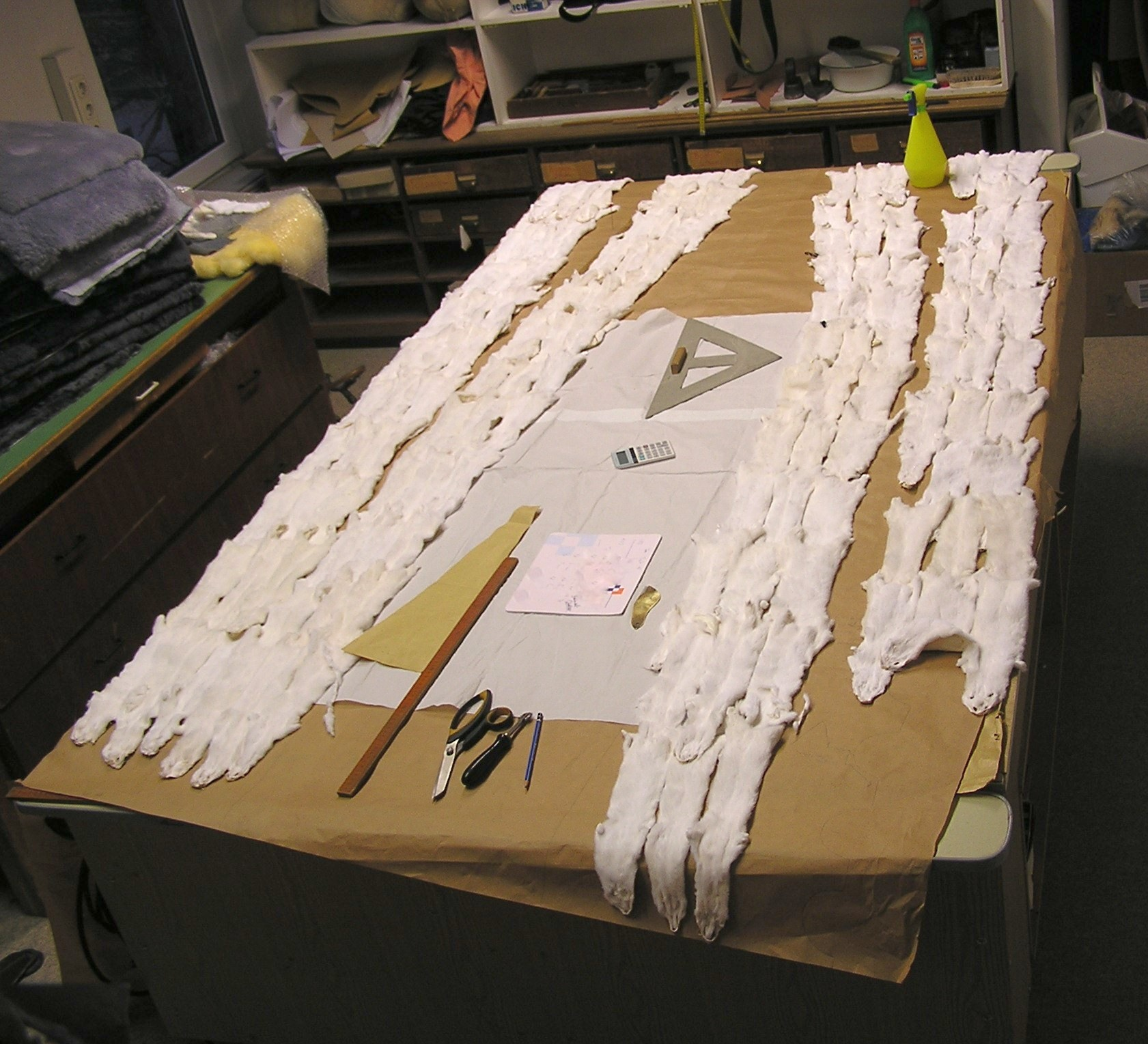
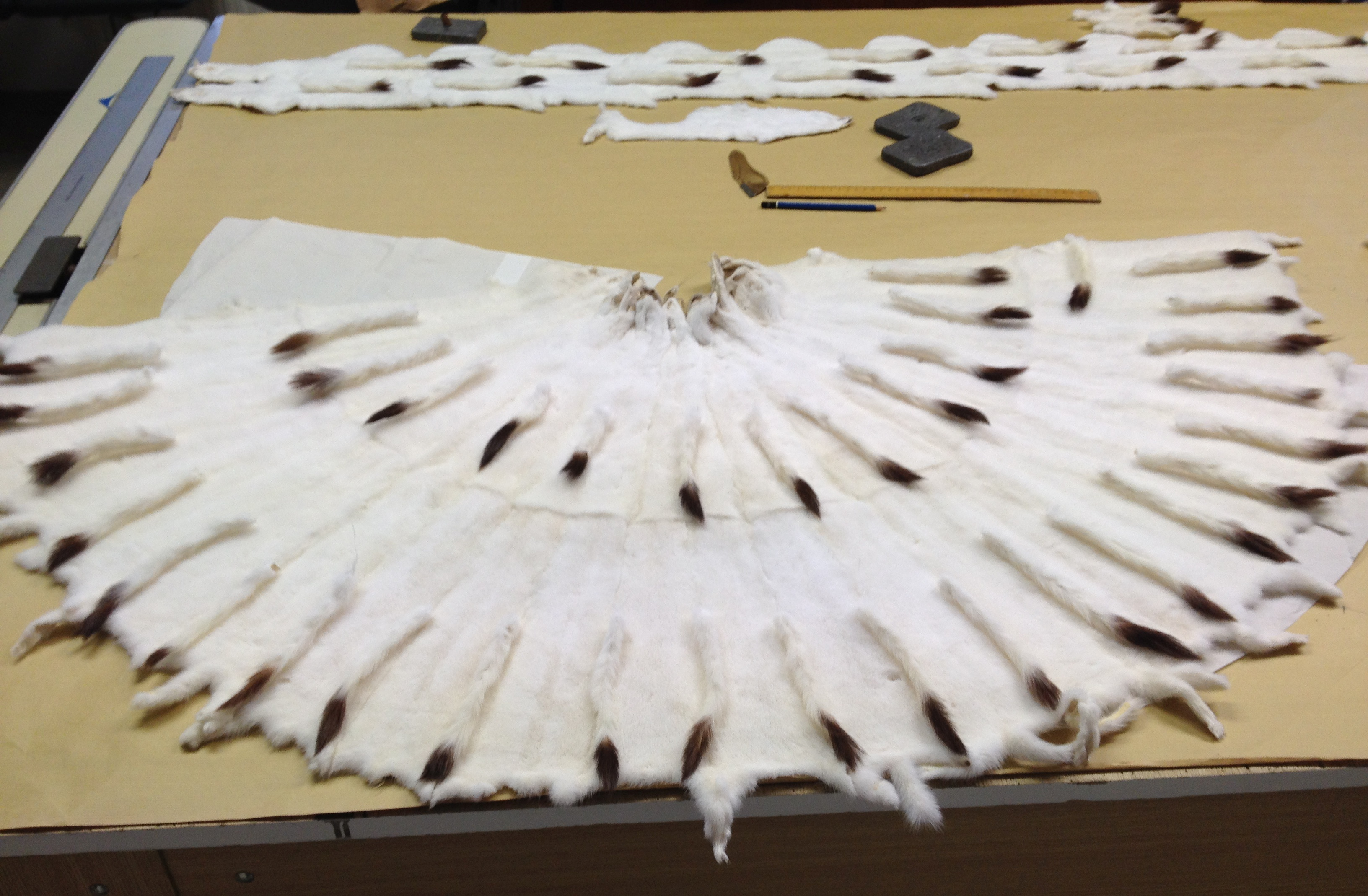
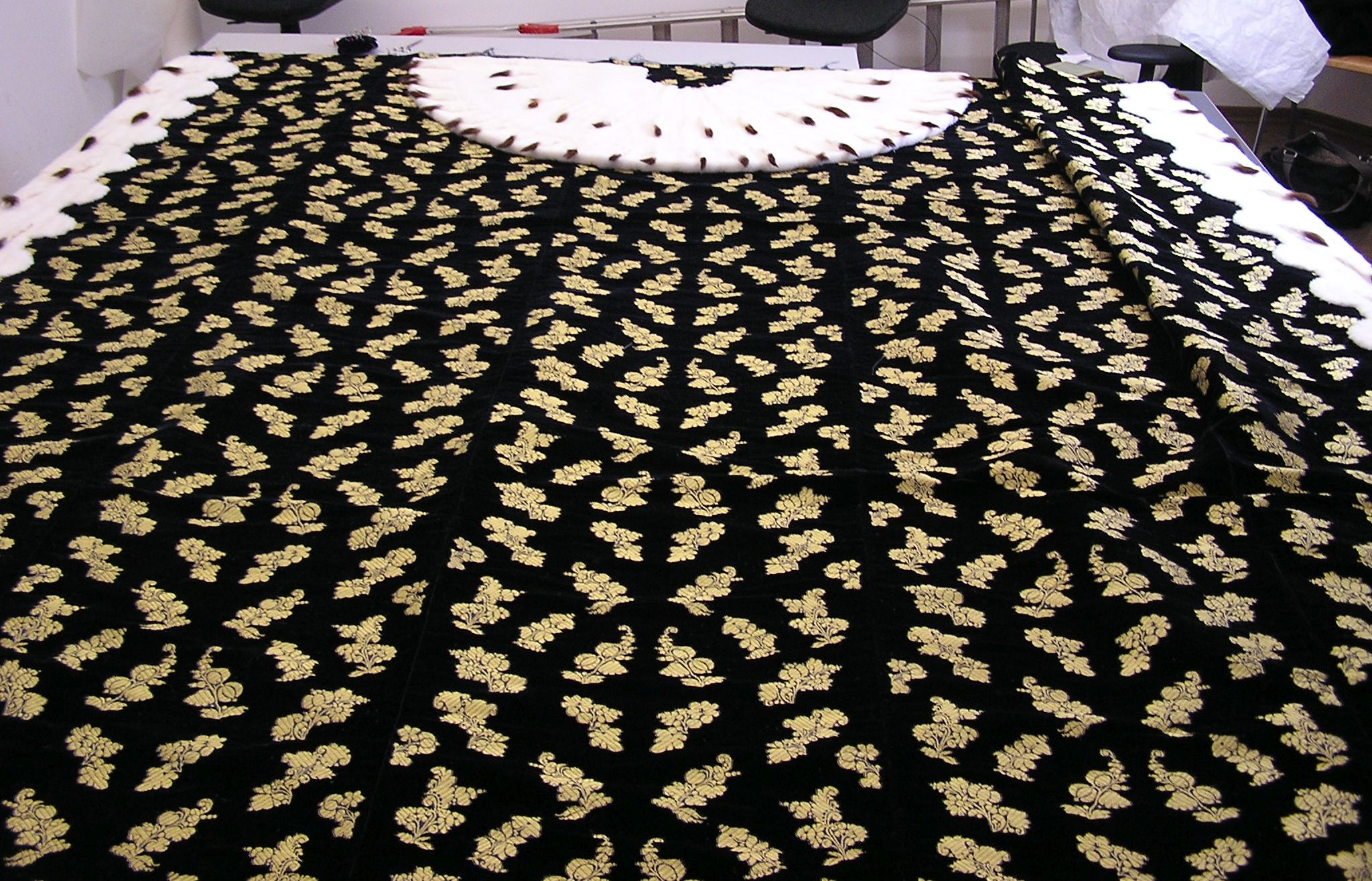
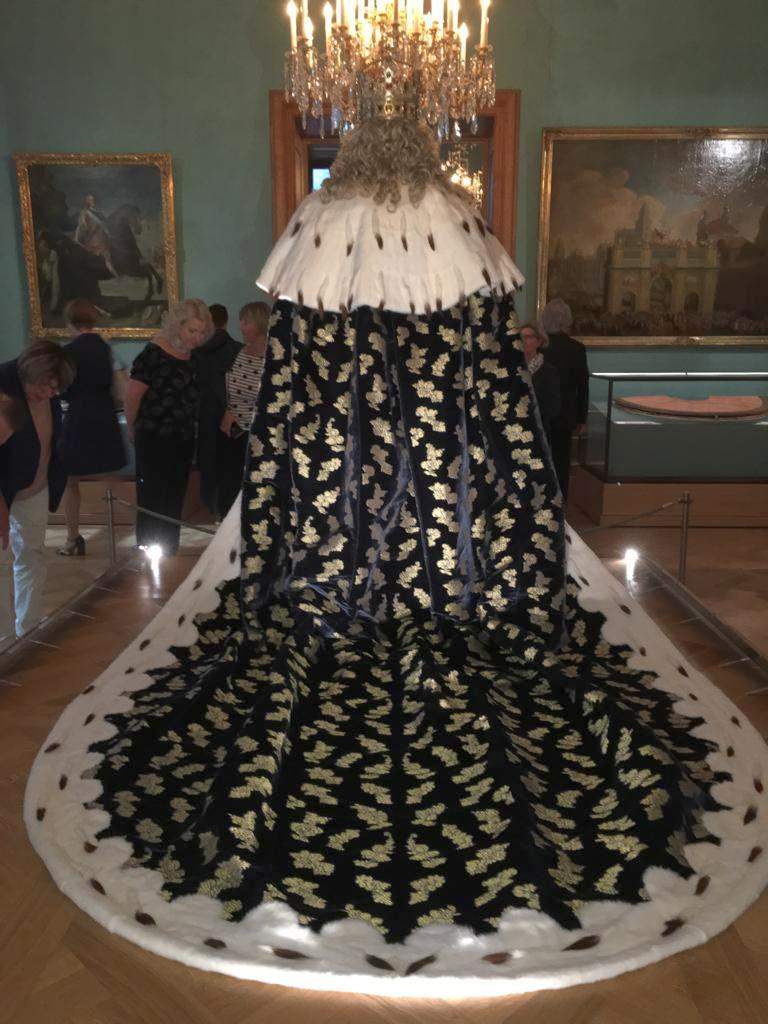

## Figurine

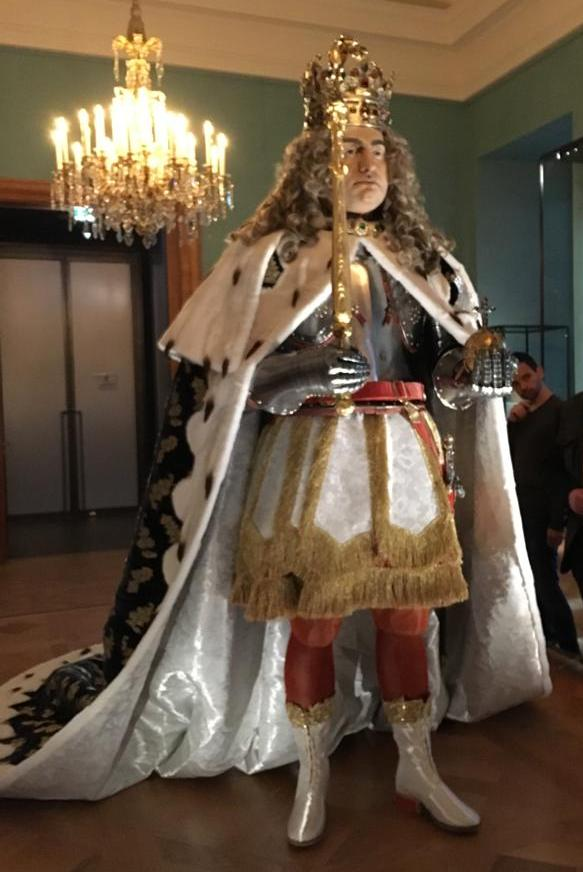
Figurine August II. von Polen im Krönungsornat (Kopie)

Zu seiner vollen Wirkung gelangte der ausgestellte Krönungsmantel durch Hängung auf einer lebensgroßen Figurine mit dem nach der Lebendmaske geformten wächsernen Kopf mit Perücke und nachgeformten Beinen. Sie zeigt den Herrscher mit den Gesichtszügen im Alter von 34 Jahren. Am 26. Januar 1704 hatte der Kunstformer und Organist der Dresdner Kreuzkirche, Emanuel Benisch, dem König die Maske abgenommen. Einhundert Jahre später machte der Meißner Modelleur Christian Gottfried Jüchner einen Gipsabguss, der naturgetreu farblich eingetönt wurde und dem Augen eingesetzt wurden.
Alle darauf gezeigten Teile soll August der Starke zum Krönungszermoniell in der Schlosskirche angelegt haben.
Die heutige Figurine des Sachsen-Herrschers ist dem verschollenen Original aus dem 18. Jahrhundert nachgefertigt.